# Soma repetida dos dígitos
A soma repetida dos dígitos (também raiz digital) de um inteiro não negativo é o valor (de dígito único) obtido por um processo interativo de somar os dígitos, em cada iteração usando o resultado da iteração anterior para calcular uma soma de dígitos. O processo continua até que um número de um dígito seja atingido. 
Por exemplo, a soma repetida dos dígitos de 65.536 é 7, porque 6 + 5 + 5 + 3 + 6 = 25 e 2 + 5 = 7.